# Scott County (Kentucky)
Scott County is een county in de Amerikaanse staat Kentucky.
De county heeft een landoppervlakte van 737 km² en telt 33.061 inwoners (volkstelling 2000). De hoofdplaats is Georgetown.

## Bevolkingsontwikkeling

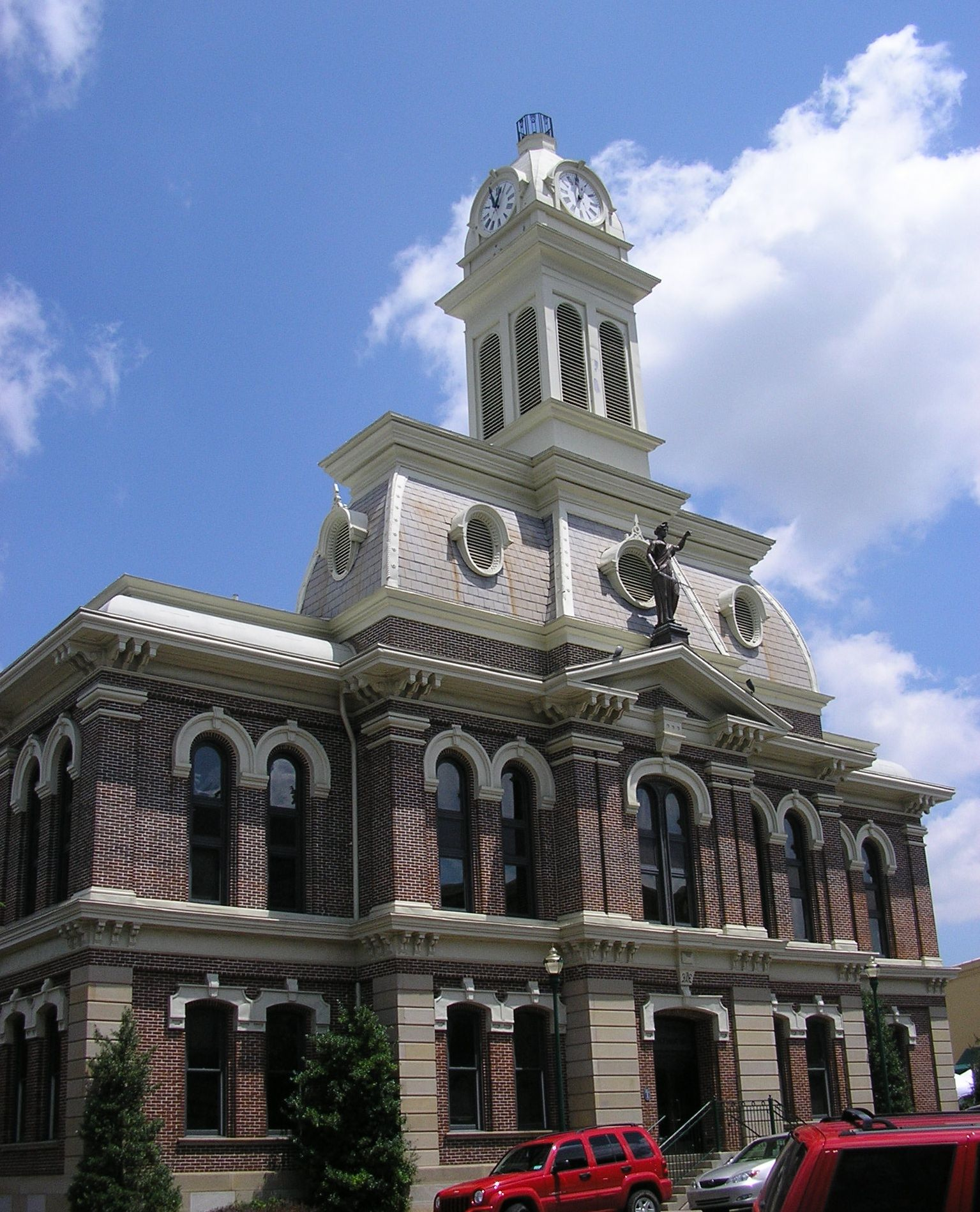
Scott County Courthouse